# ヨハン・アルブレヒト・エレンストローム

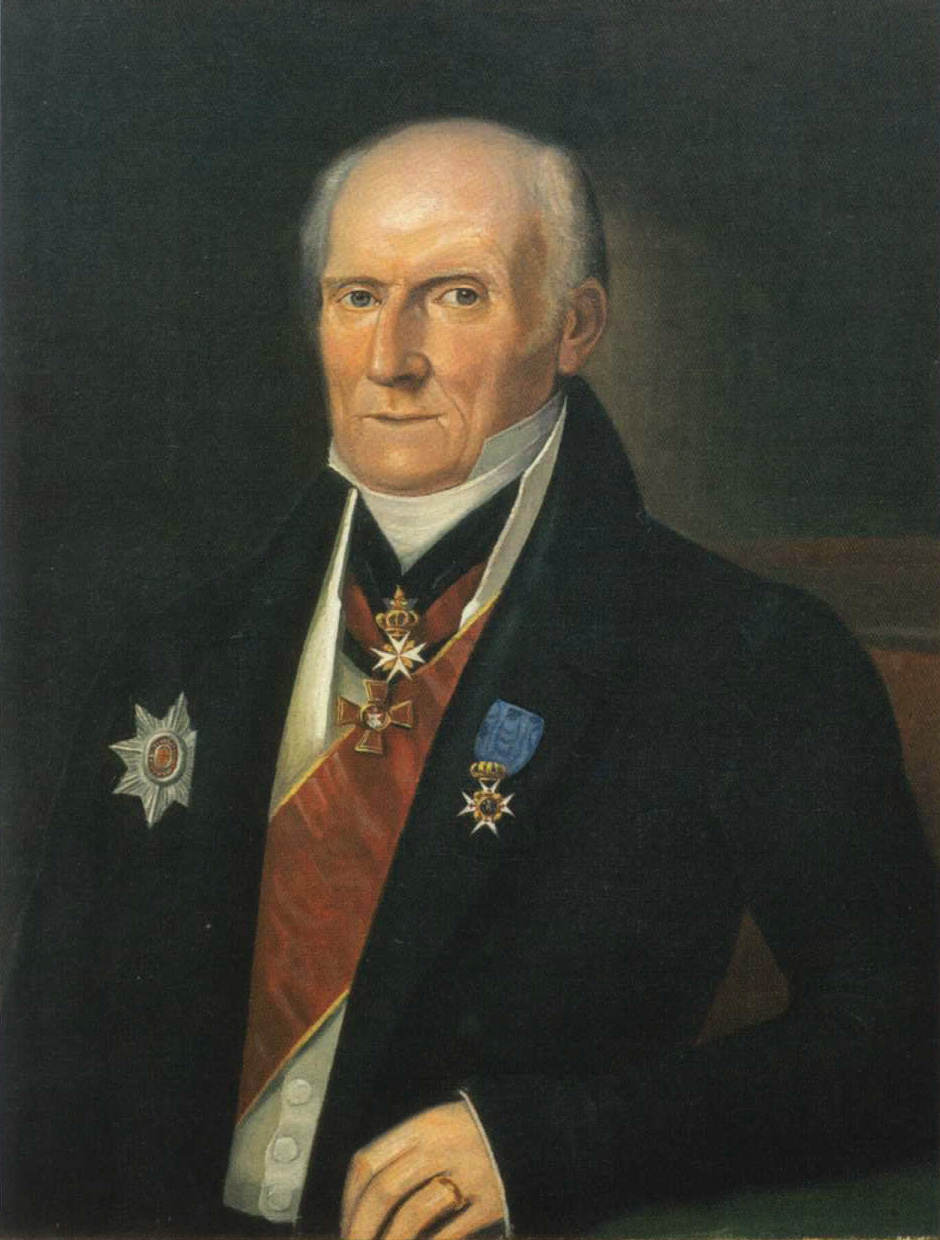
肖像画

ヨハン・アルブレヒト・エレンストローム（Johan AlbrechtEhrenström、1762年 - 1847年）は、フィンランドの著名な行政家であり、ヘルシンキの都市計画の立案者として記憶される官僚。

## 概要
エレンストロームはヘルシンキ生まれ。当時はスウェーデン王国東部の小都市であった。1809年のフィンランド戦争でスウェーデンが敗北した後、その地域はロシア帝国影響下となるフィンランド大公国として独立した。そしてヘルシンキは新首都に昇格した。1808年の大火事で多くの木造建築物が焼失した後、ヘルシンキ市の再建を担当する委員会の議長に選出された。
エレンストロームのヘルシンキに対するビジョンとしては、古代ギリシャの都市のような整然とした街路と中心の広い大通りであった。この計画は、ロシア皇帝アレクサンドル1世とフィンランド大公に承認された。実施設計はドイツから招聘された建築家カルル・ルードビッヒ・エンゲルらによって行われた。
1822年、フィンランド北部の中心都市オウル市が大火で被災後、エレンストロームは都市の再建計画の立案を任された。案は1824年に完成し、翌年大公によって批准された。